# كرايغ باين
كرايغ باين (بالإنجليزية: Craig Payne)‏ (22 مايو 1961 بتشيليكوث في الولايات المتحدة - 7 أبريل 2017) هو ملاكم أمريكي، صنّف ضمن فئة وزن ثقيل.

## إحصائيات
خاض خلال مسيرته 33 نزالا، فاز في 11 وتعادل في 2 وخسر في 20. فاز بالضربة القاضية في 8 نزالات.

## روابط خارجية
- كرايغ باين على موقع بوكس ريك (الإنجليزية) (registration required)